# Gods and Generals
Gods and Generals (с англ. — «Боги и генералы») — второй студийный альбом шведской пауэр-метал-группы Civil War, выпущенный 6 мая 2015 года на лейбле Napalm Records. Он посвящён различным историческим событиям разных времён. Например, песня «Bay of Pigs» повествует об Операции в Заливе Свиней, закончившейся поражением сил вторжения.

## Список композиций
1. War of the World — повествует о мировой войне и ядерном оружии
2. Bay of Pigs — повествует об Операции в Заливе Свиней
3. Braveheart — повествует о Уильяме Уоллесе
4. The Mad Piper — повествует о невероятной истории Билли Миллина
5. USS Monitor — повествует о первом броненосце США — «Мониторе»
6. Tears From The North — посвящена викингам
7. Admiral Over The Oceans — повествует о Трафальгарском сражении и адмирале Горацио Нельсоне
8. Back to Iwo Jima — повествует о Битве за Иводзиму
9. Schindler’s Ark — повествует об Оскаре Шиндлере, спасшем почти 1200 евреев во время Холокоста
10. Gods and Generals — повествует о Битве при Фредериксберге — величайшей победе Конфедерации в Гражданской Войне
11. Knights of Dalecarlia — повествует о Войне Швеции за независимость
12. Colours on My Shield

## Участники записи
- Нильс Патрик Йоханссон — вокал
- Рикард Сунден — гитара
- Петрус Гранар — гитара
- Даниель Мюхр — клавишные
- Даниель Мюллбэк — ударные

## Видео/клипы
- Bay of Pigs
- Braveheart

## Комментарии
Вот что сама группа говорит о своём произведении: «Gods and Generals включает в себя галопирующие риффы хэви-метала, которые сливаются в эпически размашистые мелодии, которые служат опусом магнумом, до краёв наполненным гимнами».